# Филипп I (граф Нассау-Саарбрюккена)
Филипп I Нассау-Саарбрюккен-Вейльбургский (нем. Philipp I. von Nassau-Saarbrücken-Weilburg; ок. 1368, Вайльбург — 2 июля 1429, Висбаден) — граф Нассау-Вейльбурга и Нассау-Саарбрюккена. Второй сын Иоганна I Нассау-Вейльбургского и Иоганны фон Саарбрюккен-Коммерси.

## Биография
В 1371 году после смерти отца унаследовал его графство. Опекуном малолетнего Филиппа сначала была мать, а после её смерти в 1381 году — епископ Страсбурга Фридрих фон Бланкенхайм.
В 1381 году умер граф Иоганн II фон Саарбрюккен-Коммерси, и Филипп, приходившийся ему внуком, унаследовал владения деда. Его объединённое графство стало называться Нассау-Саарбрюккен. Также в 1393 году получил земли в окрестностях Трира как собственность первой жены, Анны фон Гогенлоэ-Вайкерсхайм.
В 1398 году добился от короля Венцеля права чеканить собственную монету, что способствовало консолидации его княжества.
Вместе со своим двоюродным братом Иоганном II участвовал в свержении императора Венцеля. Его преемника Рупрехта Филипп сначала поддерживал, но и в его смещение внёс свой вклад. Но следующему императору, Сигизмунду, был верен до конца.
Филипп I умер 2 июля 1429 года в Висбадене и был похоронен в монастыре Кларенталь.

## Семья и дети
В 1385 году Филипп женился на Анне фон Гогенлоэ-Вайкерсхайм (ум. 1410), дочери Крафта IV фон Гогенлоэ, наследнице Кирххайма и Штауфа. У них было двое детей:
- Филипп (1388—1416)
- Йоханна (ум. 1481), жена графа Георга фон Геннеберг-Ашах.

В 1412 Филипп женился вторым браком на Елизавете Лотарингской. У них было трое детей:
- Филипп II Нассау-Вейльбургский (1418—1492)
- Иоганн III Нассау-Саарбрюккенский (1423—1472)
- Маргарита (1426—1490), жена Жерара де Подемака.

Также у Филиппа было трое незаконнорождённых детей: Филипп, Грета и Хайнцхен.